# Platyphasia princeps
Platyphasia princeps är en tvåvingeart som beskrevs av Frederick Askew Skuse 1890. Platyphasia princeps ingår i släktet Platyphasia och familjen storharkrankar. Inga underarter finns listade i Catalogue of Life.